# Kapituła Orderu Orła Białego
Kapituła Orderu Orła Białego – kapituła stojąca na straży honoru najwyższego polskiego odznaczenia państwowego – Orderu Orła Białego.
Do kompetencji Kapituły należy w szczególności opiniowanie wniosków o nadanie lub pozbawienie orderu oraz występowanie z inicjatywą nadania orderu lub jego pozbawienia. Jej członkowie powoływani są przez Prezydenta RP na pięć lat spośród osób, które zostały odznaczone tym Orderem. Kapitułę tworzą: Wielki Mistrz Orderu i pięciu członków Kapituły. Zgodnie z ustawą o orderach i odznaczeniach prezydent RP, z tytułu wyboru na ten urząd, staje się Kawalerem Orderu Orła Białego, Wielkim Mistrzem Orderu i przewodniczy Kapitule. Kapituła wybiera ze swego grona Kanclerza Orderu i Sekretarza Kapituły.

## II Rzeczpospolita
Pierwsza Kapituła Orderu Orła Białego została powołana na zebraniu kawalerów orderu 5 listopada 1921. W jej skład weszli: Józef Piłsudski (Wielki Mistrz Orderu), Edmund Dalbor (Kanclerz Orderu), Zygmunt Zieliński (Sekretarz Kapituły), Antoni Osuchowski (Podskarbi Kapituły), Wojciech Trąmpczyński i Józef Haller jako członkowie oraz Kazimierz Morawski i Wincenty Witos jako zastępcy członków. Dekretem z dnia 6 marca 1922 r. Naczelnik Państwa zarządził organizację i czynności Zgromadzenia Kawalerów i Kapituły Orderu „Orła Białego” oraz sposób noszenia odznak orderu.
- 11 grudnia 1922 w związku z wyborem na Prezydenta RP Wielkim Mistrzem Orderu został Gabriel Narutowicz.
- 20 grudnia 1922 w związku z wyborem na Prezydenta RP Wielkim Mistrzem Orderu został Stanisław Wojciechowski.

Ponieważ trzyletnia kadencja pierwszej kapituły kończyła się w 1924, 25 października tego roku powołano nową kapitułę w składzie: Stanisław Wojciechowski (Wielki Mistrz Orderu), Edmund Dalbor (Kanclerz Orderu), Władysław Grabski (Sekretarz Kapituły), Antoni Osuchowski (Podskarbi Kapituły), Wojciech Trąmpczyński i Józef Haller jako członkowie oraz Kazimierz Morawski i Wincenty Witos jako zastępcy członków.
- 25 sierpnia 1925 zmarł Kazimierz Morawski.
- 13 lutego 1926 zmarł Edmund Dalbor.
- 26 kwietnia 1926 Wojciech Trąmpczyński został Kanclerzem Orderu.

Po upływie trzyletniej kadencji 26 kwietnia 1926 powołano kolejną Kapitułę, w której skład weszli: Stanisław Wojciechowski (Wielki Mistrz Orderu), Wojciech Trąmpczyński (Kanclerz Orderu), Władysław Grabski (Sekretarz Kapituły), Antoni Osuchowski (Podskarbi), Józef Haller (członek) oraz Wincenty Witos (zastępca członka).
- 4 czerwca 1926 Ignacy Mościcki został zaprzysiężony na Prezydenta RP i z urzędu stał się Wielkim Mistrzem Orderu. Nie zwoływał jednak zebrań członków Kapituły ani nie powołał nowego składu po upływie trzyletniej kadencji.
- 9 stycznia 1928 zmarł Antoni Osuchowski.
- 13 stycznia 1932 Wincenty Witos został pozbawiony Orderu Orła Białego z powodu utraty praw publicznych w wyniku orzeczenia w procesie brzeskim.
- 26 kwietnia 1932 Kanclerzem Orderu został Aleksander Kakowski, a nowym członkiem został Józef Piłsudski.
- 12 maja 1935 zmarł Józef Piłsudski.
- 13 maja 1937 członkiem Kapituły został Edward Śmigły-Rydz.
- 1 marca 1938 zmarł Władysław Grabski.
- 30 grudnia 1938 zmarł Aleksander Kakowski.
- 25 stycznia 1939 powołano Józefa Becka jako zastępcę.
- 8 lutego 1939 Kanclerzem Orderu został August Hlond[5][6].

## Władze RP na obczyźnie
30 września 1939 Władysław Raczkiewicz objął urząd Prezydenta RP, stając się tym samym Wielkim Mistrzem Orderu. Spośród członków Kapituły Józef Haller znalazł się na emigracji we Francji, a August Hlond we Włoszech, natomiast Wojciech Trąmpczyński pozostał w okupowanym kraju. W tej sytuacji niemożliwa była działalność Kapituły i na emigracji nie została ona powołana. Aczkolwiek kolejni prezydenci otrzymując z urzędu Order Orła Białego, stawali się jego Wielkimi Mistrzami.
- 9 czerwca 1947 August Zaleski
- 9 kwietnia 1972 Stanisław Ostrowski
- 8 kwietnia 1979 Edward Raczyński
- 8 kwietnia 1986 Kazimierz Sabbat
- 19 lipca 1989 Ryszard Kaczorowski

## Polska Ludowa
Komunistyczne władze PKWN sprawujące rządy z ramienia ZSRR uznały Order Orła Białego jako najwyższe polskie wyróżnienie dekretem z 22 grudnia 1944, likwidując jednocześnie instytucje kapituł orderów, jednak nie kontynuowały jego nadawania (choć w pewnym momencie rozważano przyznanie Orderu Orła Białego przywódcy ZSRR Józefowi Stalinowi). Formalnie order został zlikwidowany na mocy nowej ustawy odznaczeniowej sejmu PRL z 17 lutego 1960, która w art. 29 uchyliła dotychczasowe przepisy, którymi ustanowione zostały ordery i odznaczenia, zatem również ustawę z 4 lutego 1921 o ustanowieniu Orderu Orła Białego.

## III Rzeczpospolita

### Kadencja prezydenta Lecha Wałęsy
Kapituła Orderu Orła Białego została powołana 20 października 1995. W jej skład weszli: Lech Wałęsa (Wielki Mistrz Orderu), Stanisław Broniewski (od 2 listopada 1995 Kanclerz Orderu), Aleksander Gieysztor (od 2 listopada 1995 Sekretarz Kapituły), Jan Nowak-Jeziorański, Barbara Skarga oraz Jerzy Turowicz.

### Kadencja prezydenta Aleksandra Kwaśniewskiego
23 grudnia 1995 powołano Kapitułę w składzie: Aleksander Kwaśniewski (Wielki Mistrz Orderu), Stanisław Broniewski (Kanclerz Orderu), Aleksander Gieysztor (Sekretarz Kapituły), Jan Nowak-Jeziorański, Barbara Skarga oraz Jerzy Turowicz.
- 27 stycznia 1999 zmarł Jerzy Turowicz.
- 9 lutego 1999 zmarł Aleksander Gieysztor.
- 13 września 1999 w skład Kapituły wszedł Tadeusz Mazowiecki.
- 9 maja 2000 w skład Kapituły wszedł Władysław Bartoszewski.
- 20 października 2000 Stanisław Broniewski przestał być członkiem Kapituły.
- 12 lutego 2001 w skład Kapituły wszedł Krzysztof Skubiszewski.
- 14 lutego 2001 Barbara Skarga została Kanclerzem Orderu, a Władysław Bartoszewski Sekretarzem Kapituły[9].
- 20 stycznia 2005 zmarł Jan Nowak-Jeziorański.
- 5 kwietnia 2005 w skład Kapituły wszedł Bronisław Geremek[5].

### Kadencja prezydenta Lecha Kaczyńskiego
W 2005 w skład Kapituły wchodzili: Lech Kaczyński (Wielki Mistrz Orderu), Barbara Skarga (Kanclerz Orderu), Władysław Bartoszewski (Sekretarz Kapituły), Tadeusz Mazowiecki, Krzysztof Skubiszewski oraz Bronisław Geremek.
- Pod koniec 2005, po wyborze Lecha Kaczyńskiego, z funkcji kanclerza kapituły ustąpiła Barbara Skarga[10]
- 20 kwietnia 2007 prezydent powołał w skład Kapituły Andrzeja Gwiazdę.
- 26 kwietnia 2007 Tadeusz Mazowiecki utracił stanowisko członka Kapituły z mocy prawa, w związku z niezłożeniem oświadczenia lustracyjnego.
- 4 maja 2007 Bronisław Geremek utracił stanowisko członka Kapituły z mocy prawa w związku z niezłożeniem oświadczenia lustracyjnego[11].
- W maju 2007 z członkostwa w Kapitule zrezygnował Władysław Bartoszewski.
- 17 maja 2007 prezydent powołał w skład Kapituły Wiesława Chrzanowskiego[12] oraz Ignacego Tokarczuka.
- 18 września 2008 prezydent powołał w skład Kapituły Bogusława Nizieńskiego.
- 10 grudnia 2008 prezydent powołał w skład Kapituły Zbigniewa Religę.
- luty 2009: Ignacy Tokarczuk ustąpił z Kapituły Orderu Orła Białego[13].
- 8 marca 2009 zmarł Zbigniew Religa[5].
- 16 września 2009 prezydent powołał w skład Kapituły Jana Olszewskiego.
- 8 lutego 2010 zmarł Krzysztof Skubiszewski.

### Kadencja prezydenta Bronisława Komorowskiego
W chwili objęcia obowiązków Prezydenta RP przez Marszałka Sejmu Bronisława Komorowskiego w skład Kapituły wchodzili: Andrzej Gwiazda, Wiesław Chrzanowski, Bogusław Nizieński oraz Jan Olszewski. Po wyborze na Prezydenta w jej skład wszedł również Bronisław Komorowski jako Wielki Mistrz Orderu.
- W listopadzie 2010 z członkostwa w Kapitule złożyli rezygnację Andrzej Gwiazda, Bogusław Nizieński oraz Jan Olszewski[14].
- 25 lutego 2011 w skład kapituły powołani zostali: Władysław Bartoszewski (ponownie), Aleksander Hall, Krzysztof Penderecki oraz Henryk Samsonowicz[15].
- 10 marca 2011 Władysław Bartoszewski został Kanclerzem Orderu, a Aleksander Hall Sekretarzem Kapituły[16].
- 29 kwietnia 2012 zmarł Wiesław Chrzanowski, który był członkiem Kapituły.
- 16 sierpnia 2013 w skład kapituły powołany został Jerzy Buzek.
- 24 kwietnia 2015 zmarł Władysław Bartoszewski, który był Kanclerzem Orderu.

### Kadencja prezydenta Andrzeja Dudy
W chwili objęcia obowiązków Prezydenta RP przez Andrzeja Dudę w jej skład wchodzili: Aleksander Hall (Sekretarz Kapituły), Jerzy Buzek, Krzysztof Penderecki, Henryk Samsonowicz. Po wyborze na Prezydenta w jej skład wszedł również Andrzej Duda jako Wielki Mistrz Orderu.
- 23 listopada 2015 Aleksander Hall i Henryk Samsonowicz złożyli rezygnację z członkostwa w kapitule w proteście wobec ułaskawienia byłego szefa CBA Mariusza Kamińskiego przez prezydenta RP Andrzeja Dudę[17].
- Według stanu z 5 stycznia 2016, Andrzej Duda był jedynym członkiem kapituły orderu, a pozostałe stanowiska pozostawały nieobsadzone[18], ponieważ krótko przed tą datą z członkostwa w kapitule zrezygnowali Jerzy Buzek i Krzysztof Penderecki[19].
- 4 sierpnia 2016 w skład kapituły powołani zostali: Andrzej Gwiazda, Michał Kleiber, Michał Lorenc, Bogusław Nizieński oraz Zofia Romaszewska[20].
- 6 sierpnia 2016 Kanclerzem Orderu został wybrany Bogusław Nizieński, a Sekretarzem Kapituły została Zofia Romaszewska[21].
- 29 maja 2018 po rezygnacji z kapituły Michała Lorenca i Andrzeja Gwiazdy w skład kapituły powołani zostali Adam Bujak i Bronisław Wildstein[22][1].
- 12 października 2021 w skład kapituły powołani zostali: Michał Kleiber i Zofia Romaszewska (na kolejną kadencję) oraz Wojciech Roszkowski[23].
- 12 października 2021 Kanclerzem Orderu został wybrany Michał Kleiber, a Sekretarzem Kapituły została Zofia Romaszewska.
- 28 września 2023 w skład kapituły powołani zostali: Adam Bujak i Bronisław Wildstein (na kolejną kadencję).

### Kadencja prezydenta Karola Nawrockiego
W chwili objęcia urzędu Prezydenta RP przez Karola Nawrockiego w skład kapituły wchodzili: Michał Kleiber (Kanclerz Orderu), Zofia Romaszewska (Sekretarz Kapituły), Adam Bujak, Brosniław Wildstein. Po objęciu urzędu Prezydenta w jej skład wszedł również Karol Nawrocki jako Wielki Mistrz Orderu.